# Витория Пучини
Вижте пояснителната страница за други личности с името Виктория.
Витория Пучини (на италиански: Vittoria Puccini) е италианска киноактриса.

## Биография
Родена е на 18 ноември, 1981 г. във Флоренция, Италия. Тя е правнучка на композитора Джакомо Пучини. Дебютира в киното на 19-годишна възраст. Придобива известност с главната роля в италианския сериал „Елиза“. Омъжена е за италианския актьор Алесандро Прециози, с когото си партнира в сериала „Елиза“ Двамата имат дъщеря Елена.

## Филмография
- „С цялата си любов“ (2000) – Гая
- „Морското пътуване“ (2001) – Джулия
- „Мир!“ (2002) – Мирела
- „Сант'Антонио ди Падуа“ (2002) – Тереза
- „Елиза (Elisa di rivombrosa)“ (2003) – Елиза ди Ривомброза
- „Империя: Нерон“ (2004) – Октавия
- „Кога пристигат момичетата?“ (2005) – Франческа
- „Престолонаследникът Рудолф“ (2006) – Мария Ветсера
- „Момичетата от Сан Фредиано (Le Ragazze di San Frediano)“ (2007) – Мафалда Лучерини
- „Баронесата на Карини (La Baronessa di Carini)“ (2007) – Лаура
- „От пръв поглед (Colpo d'occhio)“ (2008) – Витория Пучини в ролята на Глория